# Zidine (2021.)
Zidine je hrvatski dokumentarni film.

## Sadržaj
Film opisuje patnju Hrvata u bošnjačkim i srpskim logora tijekom rata u Bosni i Hercegovini. Glavni protagonisti filma nekadašnji su logoraši Mirko Zelenika, Anđelko Kvesić i Karlo Marić, koji iznose svjedočanstva o događajima tijekom svojeg zatočeništva. Navode i podatke kako je u BiH tijekom rata djelovalo 331 bošnjačkih i 194 srpskih logora, kroz koje je prošlo više od petnaest tisuća hrvatskih civila i vojnika Hrvatskoga vijeća obrane.

## Vanjske poveznice
Mrežna mjesta
- NIJE ZA MLAĐE OD 16: Prikazan mučan film o 500 logora za Hrvate u BiH, www.dnevno.hr